# Jens Hultén
Jens Charley Hultén, född 6 december 1963 i Matteus församling, Stockholm, är en svensk skådespelare.

## Biografi
Hultén växte upp i Vasastan i Stockholm i en medelklassfamilj. Fadern var jazzmusiker och modern varvade arbete med att ta hand om Hultén och en syster. 1983 började han träna kampsport för Thabo Motsieloa och som 25-åring startade han en kampsportsklubb. Han arbetade även som dörrvakt, vilken enligt honom själv lade grunden till ett alkoholmissbruk. I början av 1990-talet började han intressera sig för skådespeleri och sökte till scenskolan åtta gånger, utan att komma in. Sista gången kom han närmast, men när han dök upp onykter till en repetition så gick företaget i stöpet.
Filmdebuten skedde 1997 som knarkare i Daniel Fridells Under ytan. Engagemang fortsatte i TV-serier som Emma åklagare och Skilda världar (båda 1997), S:t Mikael (1998) och Ett litet rött paket och Insider (båda 1999). 1999 lades han på behandlingshem för sitt alkoholmissbruk.
Under 2000-talet fortsatte han i en mängd mindre roller i filmer och TV-serier, däribland Nya tider (2001), Norrmalmstorg (2003) och Graven (2004–2005). 2006 spelade han rollen som Frank Boder i Beck – Gamen och 2007 rollen som Johan Ek i TV-serien Höök. 2009 gjorde han rollen som den hämndlystne militären Lindström i Wallander – Hämnden. Samma år medverkade Hultén i de tre första av en serie filmer om polisen Johan Falk, i vilka han spelar rollen som gängledaren Seth Rydell. Rollen har kommit att bli hans mest kända och bygger enligt honom själv på hans erfarenheter från kampsportsvärlden och från arbetet som dörrvakt. 2009 spelade han även i bland annat TV-serien Morden och 2010 i Kommissarie Winter. Ytterligare serier och filmer följde under 2011 innan han 2012 medverkade i ytterligare sex Johan Falk-filmer. 2012 spelade han även torped i James Bond-filmen Skyfall.
Under 2013 spelade han i bland annat Hundraåringen som klev ut genom fönstret och försvann och Fjällbackamorden: Strandridaren. 2015 gjorde han rollen som Krantz i Jönssonligan – Den perfekta stöten och som Janik Vinter i Mission: Impossible – Rogue Nation.
Hultén spelade år 2017 rollen som Curt "Curre" Lindström i finska filmen 95.

### Privatliv
Hultén är förlovad med musikalartisten Gunilla Backman. Han har en son från ett tidigare förhållande.

## Filmografi

### Filmer
| År   | Titel                                                 | Roll                           | Noter        |
| ---- | ----------------------------------------------------- | ------------------------------ | ------------ |
| 1997 | Under ytan                                            | Lasse                          |              |
| 2001 | Farligt förflutet                                     | Stefan                         |              |
| 2001 | Blå måndag                                            | John                           |              |
| 2002 | Pepparrotslandet                                      | Hogga                          |              |
| 2003 | Norrmalmstorg                                         | Hasse                          |              |
| 2003 | Rånarna                                               | Piketbefäl Mattsson            |              |
| 2005 | Som man bäddar                                        | Helge                          |              |
| 2005 | Made in Yugoslavia                                    | Läraren Göran                  |              |
| 2005 | Wallander – Innan frosten                             | Torgeir                        |              |
| 2006 | Lilla Jönssonligan & stjärnkuppen                     | Bruno (Loket)                  |              |
| 2006 | Ice Age 2: Istiden har aldrig varit hetare            | Ensamma gamen                  | Svensk röst. |
| 2007 | Beck – Gamen                                          | Frank Boder                    |              |
| 2008 | Guldkalven                                            | John                           |              |
| 2009 | Johan Falk – Gruppen för särskilda insatser           | Seth Rydell                    |              |
| 2009 | Johan Falk – Vapenbröder                              | Seth Rydell                    |              |
| 2009 | Johan Falk – National Target                          | Seth Rydell                    |              |
| 2009 | Genvägen                                              | Gunnar                         |              |
| 2009 | Wallander – Hämnden                                   | Lindström                      |              |
| 2009 | Prinsessan och grodan                                 |                                | Svensk röst. |
| 2011 | Gränsen                                               | Hagman                         |              |
| 2012 | Johan Falk: Spelets regler                            | Seth Rydell                    |              |
| 2012 | Johan Falk – De 107 patrioterna                       | Seth Rydell                    |              |
| 2012 | Johan Falk: Alla råns moder                           | Seth Rydell                    |              |
| 2012 | Johan Falk: Organizatsija Karayan                     | Seth Rydell                    |              |
| 2012 | Johan Falk: Barninfiltratören                         | Seth Rydell                    |              |
| 2012 | Johan Falk: Kodnamn Lisa                              | Seth Rydell                    |              |
| 2012 | Skyfall                                               | Silvas assistent               |              |
| 2012 | Ice Age 4: Jorden skakar loss                         |                                | Svensk röst. |
| 2013 | Mysteriet Ragnarök                                    | Vikingakungen                  |              |
| 2013 | Hundraåringen som klev ut genom fönstret och försvann | Per "Gäddan" Gärdin            |              |
| 2013 | Fjällbackamorden: Strandridaren                       | Torkilsson                     |              |
| 2015 | Jönssonligan – Den perfekta stöten                    | Krantz                         |              |
| 2015 | Mission: Impossible – Rogue Nation                    | Janik Vinter                   |              |
| 2015 | Lasse-Majas detektivbyrå – Stella Nostra              | Grissini                       |              |
| 2015 | Johan Falk: Ur askan i elden                          | Seth Rydell                    |              |
| 2015 | Johan Falk: Tyst diplomati                            | Seth Rydell                    |              |
| 2015 | Johan Falk: Blodsdiamanter                            | Seth Rydell                    |              |
| 2015 | Johan Falk: Lockdown                                  | Seth Rydell                    |              |
| 2015 | Johan Falk: Slutet                                    | Seth Rydell                    |              |
| 2016 | Hundraettåringen som smet från notan och försvann     | Per "Gäddan" Gärdin            |              |
| 2016 | The Angry Birds Movie                                 | Bomb                           | Svensk röst. |
| 2017 | 95                                                    | Curt "Curre" Lindström         |              |
| 2018 | Alpha                                                 | Xi                             |              |
| 2018 | Spider-Man: Into the Spider-Verse                     | Peter Parker / Spider-Man Noir | Svensk röst. |
| 2019 | Aladdin                                               | Jafar                          | Svensk röst. |
| 2019 | The Angry Birds Movie 2                               | Bomb                           | Svensk röst. |

### TV
| År        | Titel                                | Roll                         | Noter                  |
| --------- | ------------------------------------ | ---------------------------- | ---------------------- |
| 1996      | Tre kronor                           |                              | Säsong 5, avsnitt 6.   |
| 1997      | Emma åklagare                        | Ola Holmberg                 | Säsong 1, avsnitt 5.   |
| 1997      | Skilda världar                       | Pierre                       | Avsnitt 116-117.       |
| 1998      | S:t Mikael                           | Jonny Dahlman                | Säsong 1, avsnitt 2-3. |
| 1999      | Ett litet rött paket                 | Svante                       | Avsnitt 3.             |
| 1999      | Insider                              | Vakt på Nanotech             |                        |
| 2001      | Nya tider                            | Roffe Sohlman                | Avsnitt 159-160        |
| 2003      | Skeppsholmen                         | Granne                       | Säsong 2, avsnitt 8.   |
| 2004      | Min f.d. familj                      | Pål                          | Avsnitt 1.             |
| 2004      | Graven                               | Theo Koders                  |                        |
| 2004      | Örnen                                | Gösta                        | Säsong 1, avsnitt 7.   |
| 2005      | Lasermannen                          | Bure                         | Avsnitt 2.             |
| 2005      | Kommissionen                         | Måns                         | Avsnitt 1.             |
| 2005      | Supersnällasilversara och Stålhenrik | Ishockeytränaren             | Avsnitt 2.             |
| 2007      | Höök                                 | Johan Ek                     |                        |
| 2008      | Oskyldigt dömd                       | Tore                         | Avsnitt 5.             |
| 2008      | Sthlm                                | Skötare                      | Avsnitt 1.             |
| 2009      | De halvt dolda                       | Henrik som vuxen             | Avsnitt 4.             |
| 2009      | Morden                               | Theo                         |                        |
| 2010      | Kommissarie Winter                   | Fredrik Halders / Vikingsson |                        |
| 2011      | Anno 1790                            | Didriksson                   | Avsnitt 4.             |
| 2012-2013 | Kommissarien och havet               | Eric Flemberg                | Avsnitt 12-14          |
| 2013      | Talking to the Dead                  | Lev                          | Avsnitt 12-14          |
| 2017      | Hassel                               | Leon Forsberg                |                        |
| 2018      | Systrar 1968                         | Georg                        | Avsnitt 1-3            |
| 2018      | Ingen utan skuld                     | Robert Kastell               | Webbserie.             |
| 2020      | Bäckström                            | Tomas Eriksson               |                        |

## Teater

### Roller
| År   | Roll         | Produktion                                      | Regi            | Teater |
| ---- | ------------ | ----------------------------------------------- | --------------- | ------ |
| 2006 | Ernst Ludwig | Cabaret John Kander, Fred Ebb och Joe Masteroff | Johan Wahlström | Tyrol  |